# Đảng Mặt trận Sangkum Jatiniyum
Đảng Mặt trận Sangkum Jatiniyum, tên trước đây là Đảng Thống nhất Khmer, là một đảng đối lập Campuchia thành lập năm 1997 bởi chủ tịch hiện nay của đảng là Khieu Rada. Đã này được xem như là một đảng "dân chủ, tự do và dân tộc chủ nghĩa".